# Епархии на Охридската архиепископия
Това е списък на епархиите на Охридската архиепископия в периода 1018-1400 година, според изследванията на историка Иван Снегаров. По-новите изследвания върху териториалния обхват през ХI-ХII в. са отразени в монографията на Иван Божилов за Охридската архиепископия.
| Епархия          | Център                                                     | Други градове и области                                  | Бележки |
| ---------------- | ---------------------------------------------------------- | -------------------------------------------------------- | --- |
| Охридска         | Охрид                                                      | Преспа, Мокра, Кичево                                    | Епархията е пряко подчинена на архиепископа. |
| Костурска        | Костур                                                     | Корешча, Колония, Воюса, Мора, Девол (до XI или XII век) | Прототронна епархия. |
| Главиницка       | Главиница                                                  | Канина (до XI или XII век), Неаниск                      | |
| Мъгленска        | Мъглен                                                     | Просек, Морихово, Сетина, Острово, Заодрия               | |
| Пелагонийска     | Битоля                                                     | Прилеп, Велес                                            | |
| Струмишка        | Струмица                                                   | Радовиш, Конеч                                           | |
| Морозвиздка      | Морозвизд                                                  | Козяк, Славище, Злетово, Луковица, Пиянец, Малешево      | В края на XIII век е отделена от архиепископията.                                                                                                 |
| Велбъждка        | Велбъжд                                                    | Сунтяск, Германея, Теример, Стоб, Долни Сунтяск, Разлог  | В края на XII век е отделена от архиепископията. През 1366-1371 отново за кратко е част от нея.                                                   |
| Софийска         | Средец                                                     | Перник, Суково, Свенеапос                                | В края на XII век е отделена от архиепископията.                                                                                                  |
| Нишка            | Ниш                                                        | Мокро, Коблос, Топлица, Свърлиг                          | В края на XII век е отделена от архиепископията.                                                                                                  |
| Браницка         | Браничево (до края на XI век) Моровиск (от края на XI век) | Сфентером, Гронцос, Дивишищ, Истаглага, Бродариск        | В края на XII век е отделена от архиепископията.                                                                                                  |
|                  | Белград                                                    | Градец, Енц, Главентин, Бела църква                      | В края на XII век е отделена от архиепископията.                                                                                                  |
| Сремска          | Срем                                                       |                                                          | В края на XII век е отделена от архиепископията.                                                                                                  |
| Скопска          | Скопие                                                     | Винец, Премор, Луково, Принип                            | В края на XIII век е отделена от архиепископията. През 1366-1371 отново за кратко е част от нея.                                                  |
| Призренска       | Призрен                                                    | Хвостно, Лесковец, Брет                                  | В края на XII век е отделена от архиепископията. През 1366-1371 отново за кратко е част от нея.                                                   |
| Липенийска       | Липений                                                    |                                                          | В началото на XIII век е отделена от архиепископията.                                                                                             |
| Сервийска        | Сервия                                                     |                                                          | Епархията е предмет на спорове с Цариградската патриаршия и многократно преминава от едната църква в другата.                                     |
| Дръстърска       | Дръстър                                                    |                                                          | През XI или XII век преминава към Цариградската патриаршия.                                                                                       |
| Будинска         | Будин                                                      |                                                          | В края на XII век е отделена от архиепископията.                                                                                                  |
| Раска            | Рас                                                        |                                                          | В началото на XIII век е отделена от архиепископията.                                                                                             |
| Орейска          | Орея                                                       |                                                          | През XI или XII век преминава към Цариградската патриаршия.                                                                                       |
| Чернишка         | Черник                                                     |                                                          | През XI или XII век преминава към Цариградската патриаршия.                                                                                       |
| Химарска епархия | Химара                                                     |                                                          | През XI или XII век преминава към Цариградската патриаршия.                                                                                       |
| Дринополска      | Дринопол                                                   |                                                          | През XI или XII век преминава към Цариградската патриаршия.                                                                                       |
| Веленска         | Вела                                                       |                                                          | През XI или XII век преминава към Цариградската патриаршия.                                                                                       |
|                  | Ботрот                                                     |                                                          | През XI или XII век преминава към Цариградската патриаршия.                                                                                       |
| Янинска          | Янина                                                      |                                                          | През XI или XII век преминава към Цариградската патриаршия.                                                                                       |
| Козилска         | Козил                                                      |                                                          | През XI или XII век преминава към Цариградската патриаршия.                                                                                       |
| Петренска        | Петра                                                      |                                                          | През XI или XII век преминава към Цариградската патриаршия.                                                                                       |
| Стагийска        | Стаги                                                      |                                                          | През XI или XII век преминава към Цариградската патриаршия.                                                                                       |
| Верийска         | Верия                                                      |                                                          | Епархията е предмет на спорове с Цариградската патриаршия и многократно преминава от едната църква в другата.                                     |
| Деволска         | Девол                                                      |                                                          | Отделена през XI или XII век от Костурската епархия.                                                                                              |
| Сланишка         | Сланица                                                    |                                                          | Отделена през XI или XII век от Мъгленската епархия                                                                                               |
| Гребенска        | Гребена                                                    |                                                          | Отделена през XI или XII век от Костурската епархия.                                                                                              |
| Канинска         | Канина                                                     |                                                          | Отделена през XI или XII век от Главенишката епархия.                                                                                             |
| Дебърска         | Дебър                                                      |                                                          | Отделена в края на XI век от Охридската епархия. В края на XIII век е отделена от архиепископията. През 1366-1371 отново за кратко е част от нея. |
|                  | Бренот                                                     |                                                          | Образувана е през XI век и обхваща власите и вардариотите в целия диоцез, дотогава пряко подчинени на архиепископа.                               |
| Сярска           | Сяр                                                        |                                                          | През 1366-1371 за кратко е част от архиепископията.                                                                                               |
| Драмска          | Драма                                                      |                                                          | През 1366-1371 за кратко е част от архиепископията.                                                                                               |
| Кавалска         | Христопол                                                  |                                                          | През 1366-1371 за кратко е част от архиепископията.                                                                                               |
| Италийска        |                                                            |                                                          | |